# Vila Věry Chytilové
Vila Věry Chytilové stojí v Praze-Troji nedaleko vinice svaté Kláry pod přírodní památkou Havránka.

## Historie
Vila pro režisérku Věru Chytilovou byla postavena v letech 1970–1975 podle plánu architekta Emila Přikryla. Režisérka údajně formulovala svoji objednávku tak, že si nepřeje „ani chalupu, ani bunkr, ani trafostanici“. Stavba byla navržena jako vícegenerační – všichni mají dostatek vlastního soukromí, ale zároveň společný obývací pokoj. Kromě pohodlného bydlení a místa pro rekreaci zde režisérka měla potřebné prostory pro tvůrčí práci doma; v domě byl fotoateliér a také se zde filmovalo.